# Larry Snyder
Pour les articles homonymes, voir Snyder.
L
Lawrence « Larry » Snyder, né le 9 août 1896 à Canton et mort le 25 septembre 1982, est un athlète, entraîneur et vétéran américain.

## Biographie
Il est pilote-instructeur lors de la Première Guerre mondiale et intègre la marine américaine dans la Seconde.
Il ne peut participer aux Jeux olympiques d'été de 1924 à cause d'un accident d'avion.
Il est entraîneur d'athlétisme à l'université d'État de l'Ohio de 1932 à 1965. Il est également entraîneur aux Jeux olympiques d'été de 1952 (assistant) et Jeux olympiques d'été de 1960.
Durant sa carrière, il travaille avec Jesse Owens, David Albritton, Glenn Davis ou encore Mal Whitfield.

## Postérité
Le rôle de Larry Snyder est joué par Jason Sudeikis dans La Couleur de la victoire (2016), un biopic sur Jesse Owens.